# Ariana Jollee
Ariana Jollee (New York, 1982, szeptember 29. –) amerikai pornószínésznő és filmrendező.
Ariana Jollee (Laura Jennifer David) Long Islanden (New York) született, oroszországi zsidó és olasz szülők gyermekeként. 2003. március 19-én készült el első filmje, a Nasty Girls sorozatnak volt egyik epizódja. 20 évesen elkészítette saját weblapját.

## Válogatott filmográfia
| - Nacho Rides Again (2006) (V) - Chocolate Cream Pies 2 (2006) (V) - 2 Big 2 Be True 5 (2006) (V) - Ass Holes 3 (2006) (V) - Mayhem Explosions 5 (2006) (V) - Ass Takers 3 (2006) (V) - The Cream Team (2006) (V) - Nailed with Cum 2 (2006) (V) - Dripping Creampies 2 (2006) (V) - The Greatest Squirters Ever! (2006) (V) - Girlz Sportz (2006) (V) | - Girl Gasms 3 (2006) (V) - The Greatest Cum Sluts Ever! (2006) (V) - To the Manor Porn 2 (2006) (V) - Shane Diesel Is in My Ass! (2006) (V) - Fuck Me (2006/I) (V) - Squirt in My Gape (2006) (V) - Hot Cherry Pies 3 (2006) (V) - Bring Your A Game 2 (2006) (V) - Hot Squirts 2 (2006) (V) - Cum Buckets! 6 (2006) (V) |